# تعصب شدید (فیلم)
تعصب شدید یا پیش‌داوری شدید (به انگلیسی: Extreme Prejudice) یک فیلم اکشن و وسترن آمریکایی محصول سال ۱۹۸۷ به کارگردانی والتر هیل با بازی نیک نولتی و پاورز بوث، مایکل ایرون ساید، ماریا کونچیتا آلونسو، ریپ تورن، ویلیام فورسایت و کلنسی براون است.

## بازیگران
- نیک نولتی در نقش رنجرر
- ماریا کونچیتا آلونسو در نقش ساریتا سیسنروس
- ریپ تورن در نقش کلانتر هنک پیرسون
- جان دنیس جانستون در نقش مرو
- مارکو رودریگز در نقش معاون امیل کورتز
- لوئیس کنترراس در نقش لوپو
- تام لیستر جونیور
- میکی جونز در نقش چاب لوک
- توماس روسالس

## داستان
«جک بنتین» یک تکاور اهل تگزاس و «کش بیلی» رئیس یک باند قاچاق موادمخدر، در دوران کودکی دوستان صمیمی یکدیگر بوده‌اند، اما در زمان حال آن‌ها دشمنان خونین یکدیگرند و تنها نقطه مشترکی که میان‌شان وجود دارد دوست دختر «جک» یعنی «ساریتا» است که قبلاً با «کش» دوست بوده…

## بازخوردها
این فیلم به‌طور کلی نقدهای مثبتی دریافت کرد. در حال حاضر دارای ۷۰ درصد تاییدیه در راتن تومیتوز بر اساس ۱۰ بررسی با میانگین امتیاز ۶٫۵ از ۱۰ است.